# مفصصات الأجنحة
مُفَصَّصَات الأجنحة (الاسم العلمي:Strobilopteridae)، فصيلة منقرضة من عريضات الأجنحة التي عاشت في العصرين العصر السيلوري والعصر الديفوني. الفصيلة هي واحدة من ثلاث فصائل موجودة في الفصيلة العُليا عريضانيات الأجنحة (جنبًا إلى جنب مع طويلات الأجنحة وعريضاويات الأجنحة)، والتي تعد بدورها واحدة من الفصائل العليا المصنفة ضمن رتيبة عريضات الأجنحة. تشتمل الفصيلة على جنسين، جاموسي الأجنحة ومفصص الأجنحة.